# 加芙列拉·桑切斯
加芙列拉·桑切斯（西班牙語：Gabriela Sánchez，1962年10月27日—），阿根廷女子曲棍球运动员。她曾代表阿根廷参加1987年和1995年泛美运动会曲棍球比赛，获得二枚金牌。她也曾出战1988年和1996年夏季奥运会。